# تشارلز ميرفي
تشارلز ميرفي (بالإنجليزية: Charlie Murphy)‏ (12 يوليو 1959 - 12 أبريل 2017) هو ممثل، وكاتب سيناريو، وكاتِب، وممثل تلفزيوني، من الولايات المتحدة الأمريكية، ولد في مدينة نيويورك.

## الخدمة العسكرية
خدم في بحرية الولايات المتحدة.

## وصلات خارجية
- تشارلز ميرفي على موقع IMDb (الإنجليزية)
- تشارلز ميرفي على موقع روتن توميتوز (الإنجليزية)
- تشارلز ميرفي على موقع ألو سيني (الفرنسية)
- تشارلز ميرفي على موقع ألو سيني (الفرنسية)
- تشارلز ميرفي على موقع ألو سيني (الفرنسية)
- تشارلز ميرفي على موقع ميوزك برينز (الإنجليزية)
- تشارلز ميرفي على موقع أول موفي (الإنجليزية)
- تشارلز ميرفي على موقع قاعدة بيانات الأفلام السويدية (السويدية)
- تشارلز ميرفي على موقع إن إن دي بي (الإنجليزية)
- تشارلز ميرفي على موقع ديسكوغز (الإنجليزية)